# アルフレッド・デオダンク
アルフレッド・デオダンク（Alfred Dehodencq 、フルネーム: Edmé-Alexis-Alfred Dehodencq、1822年4月23日 - 1882年1月2日）はフランスの画家である。スペインや、北アフリカに滞在して、その風俗を描いた「オリエンタリズム」の画家の一人である。

## 略歴
パリで生まれた。パリ国立高等美術学校のレオン・コニエの学生になった。
1840年代の終わりにスペインに移り 、5年間滞在し、ディエゴ・ベラスケスやフランシスコ・デ・ゴヤの作品を研究した後、北アフリカのモロッコで9年間暮らした。1853年の夏はタンジェやテトゥアン、アライシュを旅し、1854年はタンジェのフランス公使の邸に滞在し、1855年から1863年の間はタンジェを拠点に、様々な場所を訪れ作品を描いた。1857年にスペインのカディスで結婚し、1860年に生まれた息子のEdmond Dehodencq　は画家になった。
パリに戻った後は風俗画や肖像画を描いた。1870年にレジオンドヌール勲章（シュヴァリエ）を受勲した。パリで死去した。

## 作品

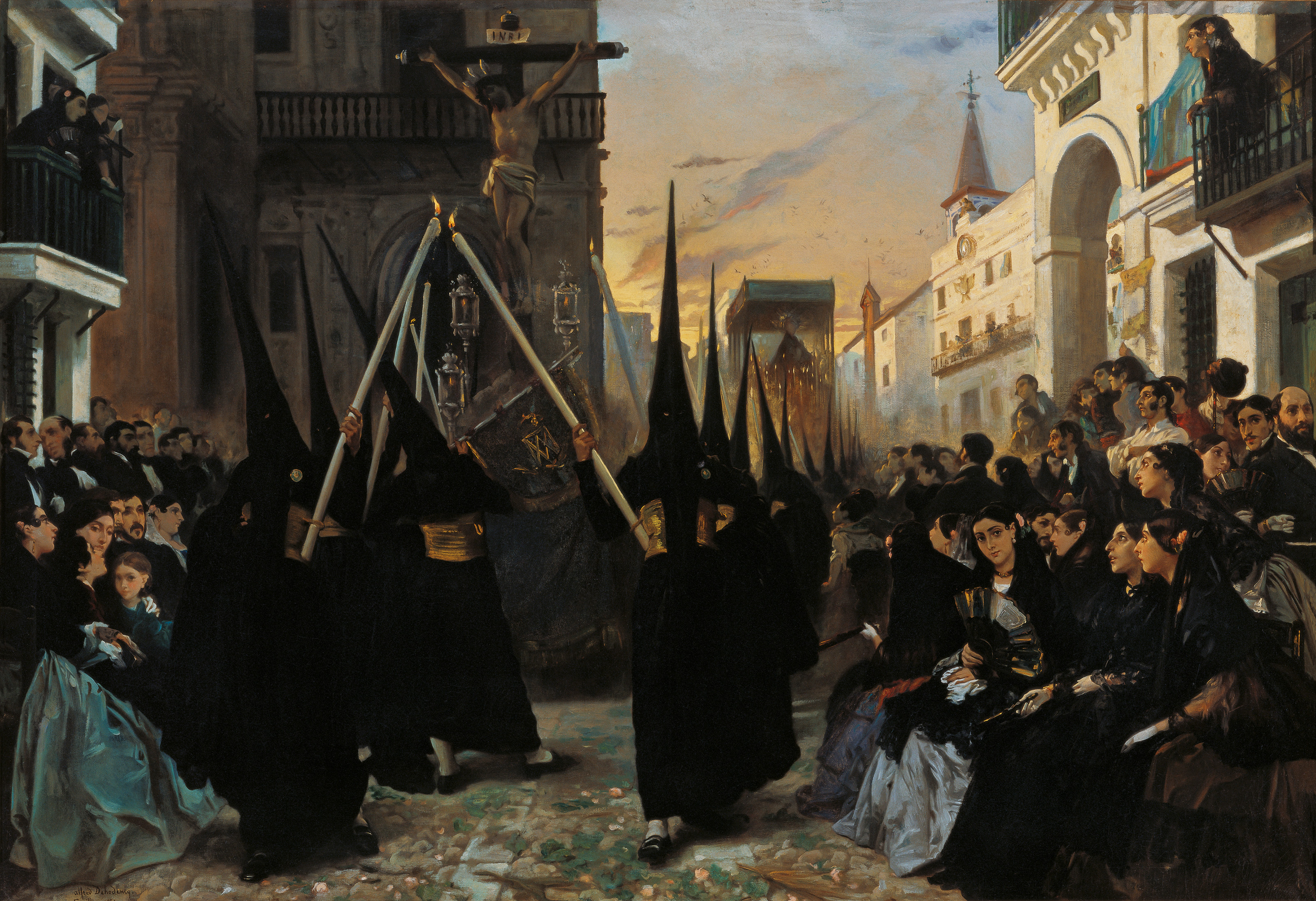
マドリードのCalle Génovaの祭列 (1851)
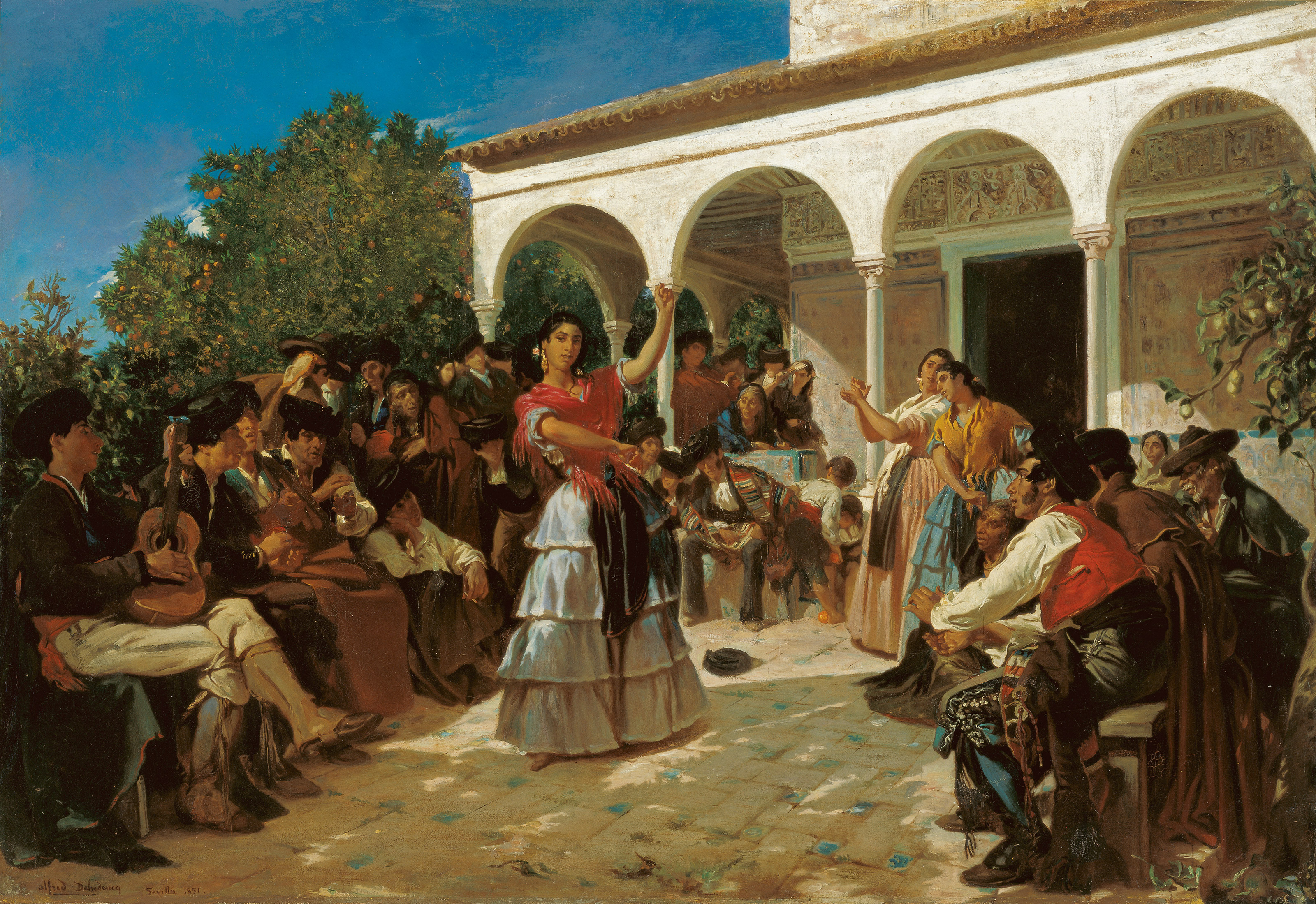
マドリードのアルカサルでのジプシーの踊り (1851)
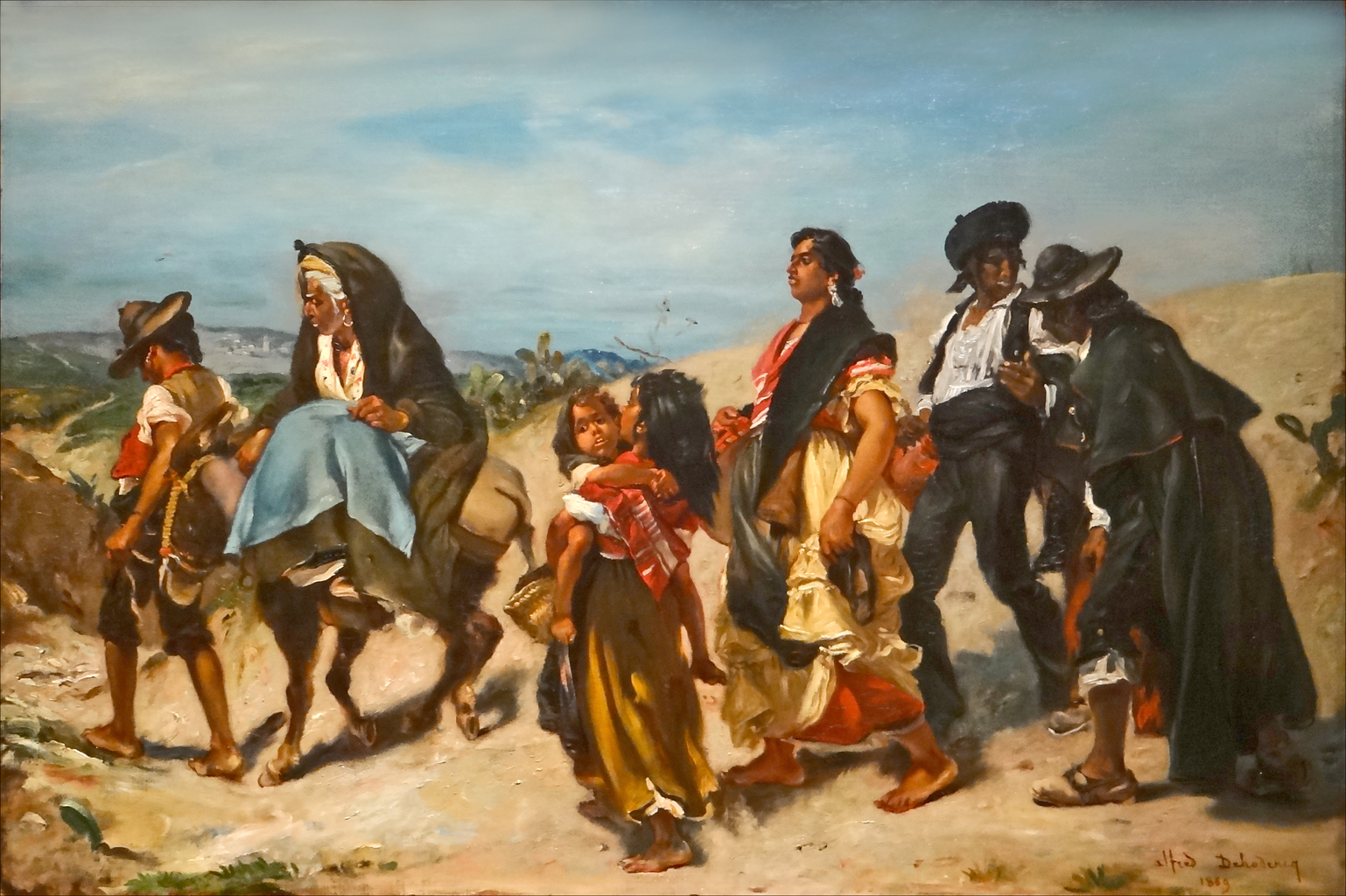
"Bohémiens" (1860)

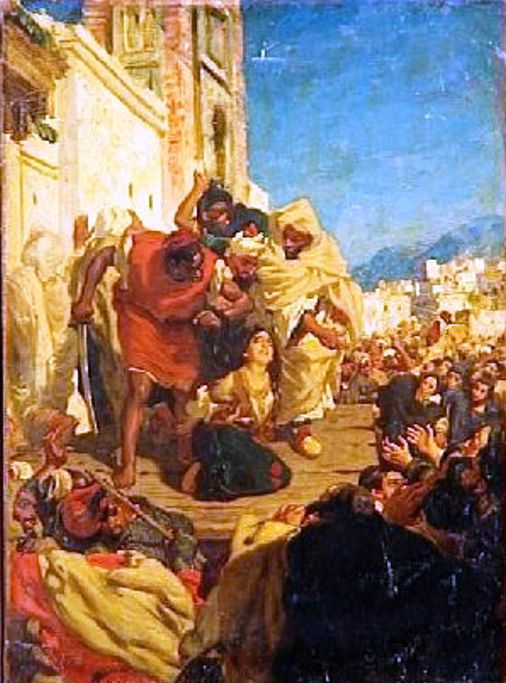
モロッコ人の処刑 (1860)
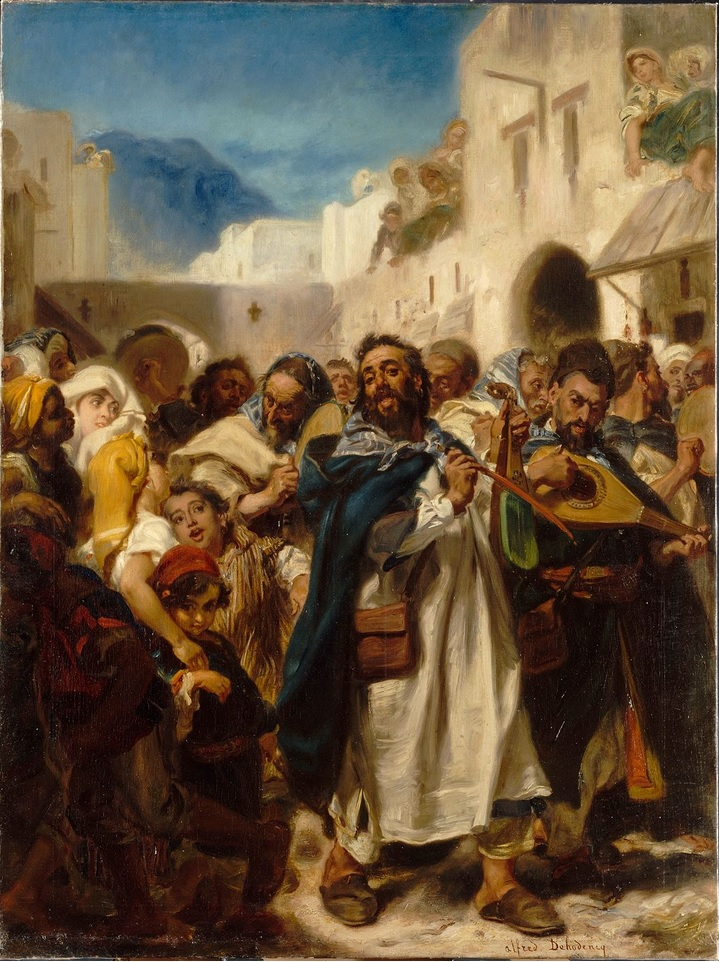
[テトゥアンのユダヤの祭り (1865)
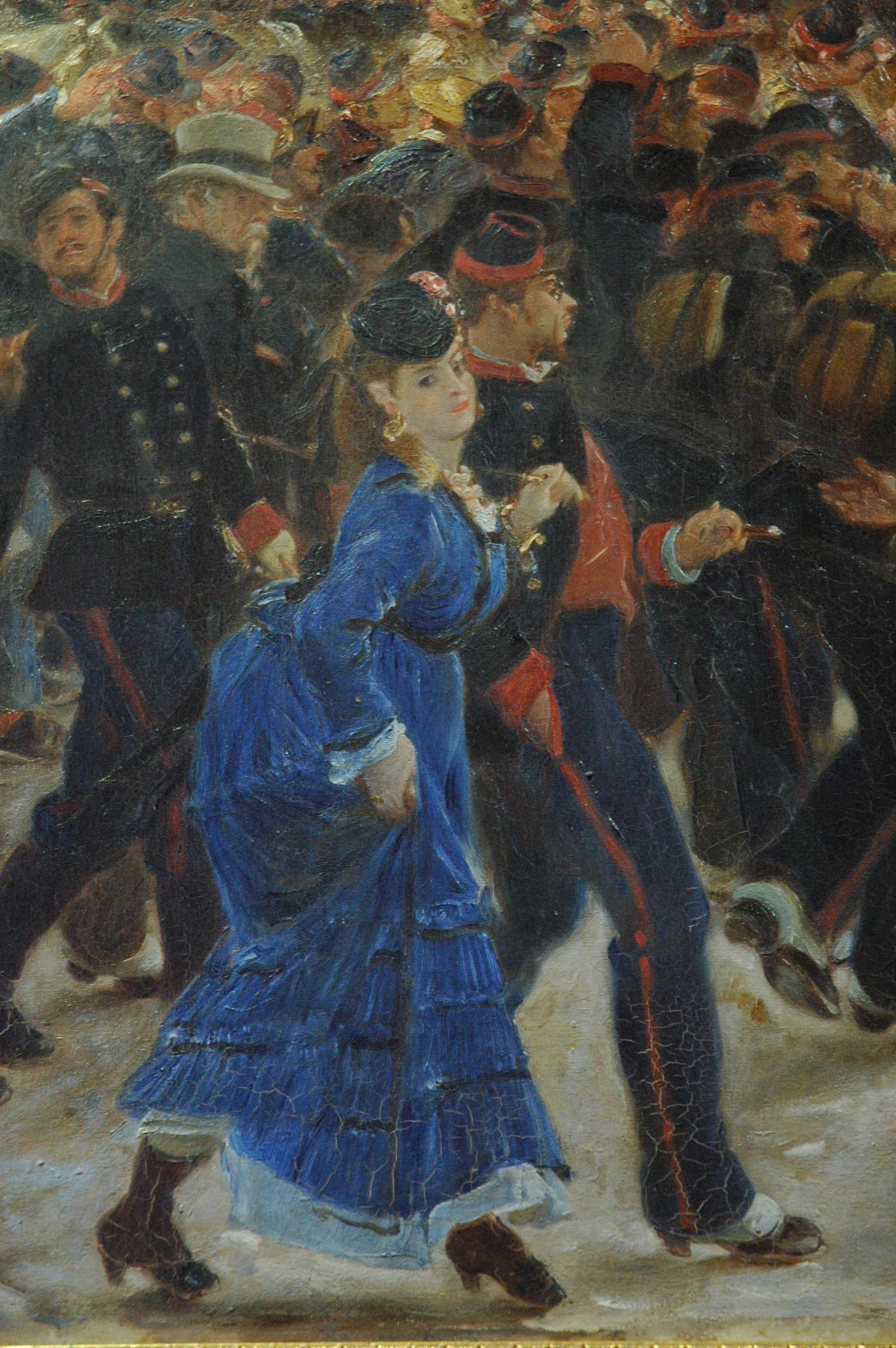
(1870)
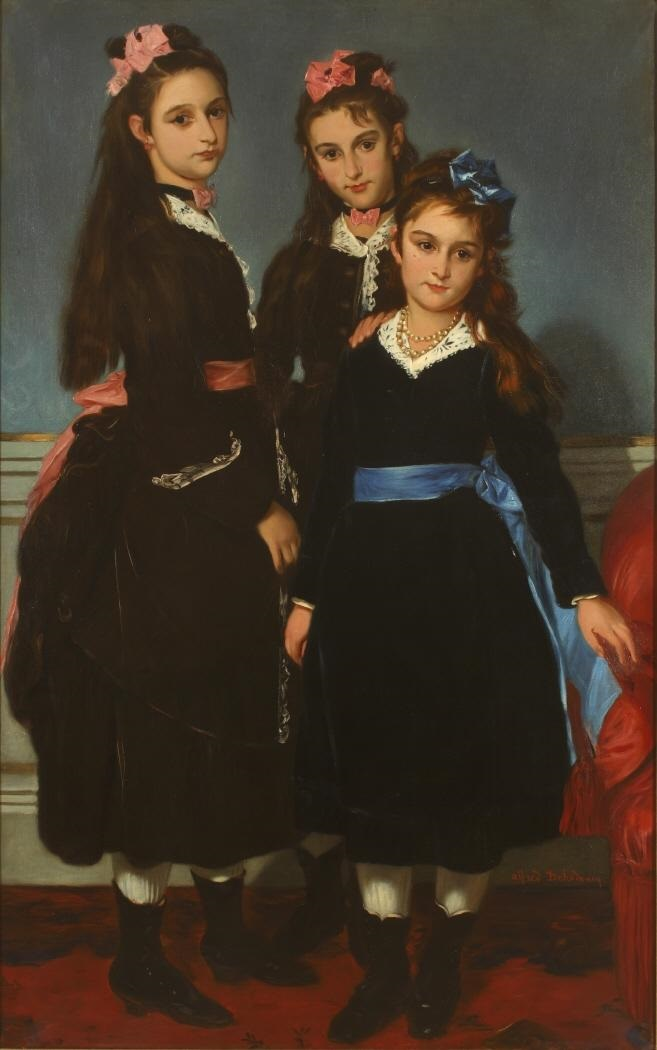
モンパンシエ公の娘たち